# Martha Josey
Martha Josey, née Martha Lavaughn Arthur le 11 mars 1938 dans le comté de Gregg au Texas, est une cavalière professionnelle américaine spécialiste de la course de barils. Sa carrière s'étend sur plus de six décennies, étant active depuis 1964. Elle remporte le championnat du monde de course de barils de la Women's Professional Rodeo Association (en) en 1980. Josey remporte aussi plusieurs autres titres importants comme les finales de la National Finals Rodeo (en) (NFR). Elle est également élue à plusieurs temples de la renommée, comme le ProRodeo Hall of Fame (en) en 2020.

## Autres activités
Martha Josey est actuellement propriétaire d'un ranch au Texas où elle pratique l'élevage de chevaux pour la course de barils et les compétitions de prise du veau au lasso. Elle accueille également une clinique pour de jeunes athlètes voulant apprendre la discipline de la course de barils. En 2010, elle affirme que 80 000 étudiants ont fréquenté sa clinique.
Martha Josey developpe, au fil des ans, une ligne complète d'équipement pour chevaux, allant des selles, aux mors, en passant par les guêtres. Ses selles sont maintenant vendues en partenariat avec la compagnie Circle Y.
Josey est l'auteure de plusieurs livres en lien avec son sport.